# Новошульбинский район
Новошульбинский район — административно-территориальная единица в составе Восточно-Казахстанской и Семипалатинской областей, существовавшая в 1935—1963 и 1970—1997 годах. Центр — село Новая Шульба.
Новошульбинский район был образован 22 декабря 1935 года в составе Восточно-Казахстанской области путём выделения из Шемонаихинского района.
24 октября 1939 года Новошульбинский район был включён в состав Семипалатинской области. По состоянию на 15 марта 1940 года в состав района входили Жерновский, Красноярский, Ленинский, Ново-Шульбинский, Пьяно-Ярский, Сахновский, Таврический, Уба-Форпостовский и Шульбинский с/с.
В 1954 году Пьяно-Ярский с/с был присоединён к Шульбинскому. Образован Буркотовский п/с.
В 1958 году Буркотовский п/с был присоединён к Сахновскому с/с.
В 1961 году Сахновский с/с был присоединён к Таврическому.
29 мая 1962 года к Новошульбинскому району был присоединён Бородулихинский район.
2 января 1963 года Новошульбинский район был упразднён. Его территория была передана в восстановленный Бородулихинский район.
9 декабря 1970 года Новошульбинский район был восстановлен. В его состав вошли Андреевский, Жерновский, Красноярский, Ленинский, Ново-Шульбинский, Таврический, Уба-Форпостовский и Шульбинский с/с Бородулихинского района.
В 1972 году Шульбинский с/с был переименован в Пролетарский.
В 1996 году Пролетарский сельский округ был присоединён к Ново-Шульбинскому.
23 января 1997 года Новошульбинский район был упразднён, а его территория была передана в Бородулихинский район.